# Easi Arena
 (juillet 2025).
Si vous disposez d'ouvrages ou d'articles de référence ou si vous connaissez des sites web de qualité traitant du thème abordé ici, merci de compléter l'article en donnant les références utiles à sa vérifiabilité et en les liant à la section « Notes et références ».
L'Easi Arena ou EASI Arena, est un stade de football situé dans la ville de La Louvière en Belgique (province de Hainaut). D'une contenance de 8 050 places, c'est le stade de la  RAAL La Louvière. Son nom est celui de l’entreprise informatique belge Easi dont le fondateur est le président du club : Salvatore Curaba.

## Localisation
Le stade se situe au no 1 de l'avenue Saint-Maur des Fossés à La Louvière, à quelques dizaines de mètres au sud-est de l'ancien stade du Tivoli. Il se situe aussi le long de l'avenue Max Buset et de la rue des Croix de Feu.

## Histoire
Le projet est initié en 2017. En mai 2021, la RAAL représentée par son président Salvatore Curaba et aidée par la participation de 300 actionnaires lance officiellement le projet de l’Easi Arena : un stade de 8.050 places avec une pelouse synthétique. Le club évolue alors en division 2 amateur, la quatrième division belge. Cette enceinte sortie de terre en moins de 15 mois a un coût final de 16,8 millions, respectant à peu près le budget initialement prévu. Cette fin des travaux coïncide avec la montée du club de division 1 belge. 
L'inauguration a lieu le 28 juin 2025 avec, au programme, les dames recevant Anderlecht, un spectacle son et lumière de la société Dragone puis un match des hommes contre le FC Differdange, l'équipe championne du Luxembourg. Le premier match officiel est organisé le 26 juillet 2025 avec la réception du Standard de Liège en championnat de Belgique'

## Architecture et art
Cyril Rousseau, architecte de la société Carré 7, est chargé de concevoir le stade. Le club choisit notamment le Groupe Wanty pour la construction. Sous la direction de Daniel Pelletti, plus de 40 œuvres d'art uniques doivent orner le nouveau stade. Le stade compte treize loges, des open spaces de restauration, des buvettes populaires et des vestiaires identiques pour les équipes masculines et féminines.

## Source et lien externe
- Site de la RAAL